# Yuhina diademata
Yuhina diademata là một loài chim trong họ Zosteropidae.